# Jhusi Kohna
Jhusi Kohna là một thị trấn thống kê (census town) của quận Allahabad thuộc bang Uttar Pradesh, Ấn Độ.

## Nhân khẩu
Theo điều tra dân số năm 2001 của Ấn Độ, Jhusi Kohna có dân số 16.309 người. Phái nam chiếm 54% tổng số dân và phái nữ chiếm 46%. Jhusi Kohna có tỷ lệ 72% biết đọc biết viết, cao hơn tỷ lệ trung bình toàn quốc là 59,5%: tỷ lệ cho phái nam là 79%, và tỷ lệ cho phái nữ là 64%. Tại Jhusi Kohna, 11% dân số nhỏ hơn 6 tuổi.